# Metall de miralls

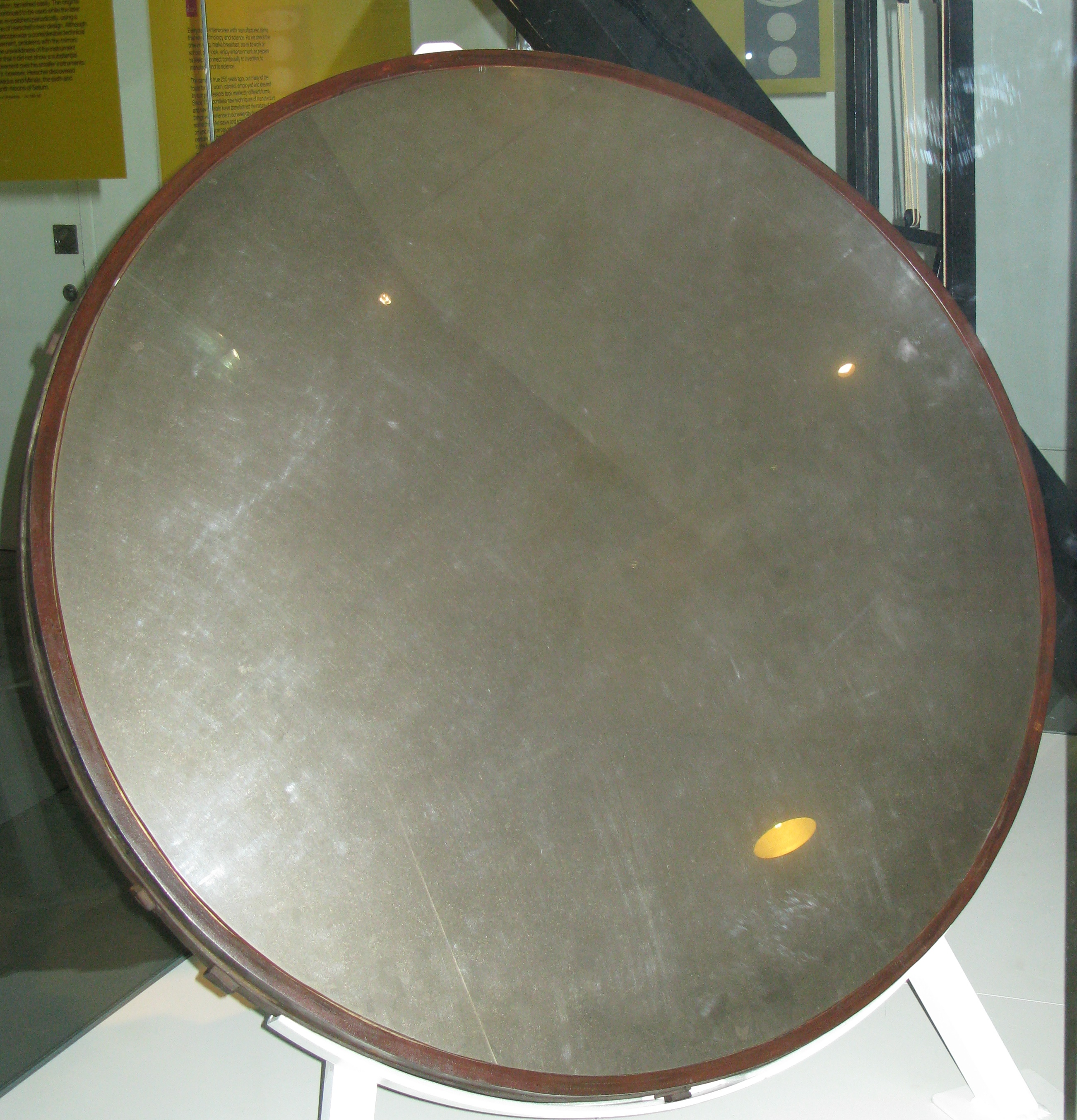
Mirall del telescopi de 40 peus del telescopi de William Herschel

El metall de miralls és un bronze constituït per un 67 % de coure i un 33 % d'estany. S'emprà per fabricar-hi miralls esfèrics i parabòlics dels telescopis reflectors.